# Rotorua Museum of Art and History
A Rotorua Museum of Art and History (Rotorua Museum Te Whare Taonga o Te Arawa) Rotorua városának művészeti és történelmi múzeuma az 1908-ban Tudor-stílusban épült értékes műemléki fürdőházban, a Government Gardens nevű parkban.

## Története
A rotoruai fürdőház létrehozása 1908-ban az új-zélandi kormány első komoly turisztikai beruházása volt. A nagy dél-tengeri fürdőhelyként ('Great South Seas Spa') reklámozott fürdő a környék vulkáni eredetű termálvizeit kínálta, időnként egészen bizarr korabeli kezelésekkel, a gyógyulni és szórakozni vágyó vendégeknek.
1965-től Tudor Towers néven éttermet nyitottak az épületben, ami hamarosan nagyon népszerű lett a hazai és külföldi turisták körében, és ez aztán a 70-es évektől hatalmas tánclokállal, éjjeli mulatóval bővült. 1990-re az épület állapota annyira leromlott, hogy átfogó felújítás vált szükségessé, az étterem és a mulató ekkor zártak be.
Az első múzeumot 1969-ben alapították az épület déli szárnyában. A művészeti galéria 1977-ben nyílt meg, majd 1988-ban egyesítették a két intézményt.

## Kiállításai

### Maori kiállítás
Rotorua környékén már a maori honfoglalás óta jelentős maori lakosság élt. A múzeumban igen korszerű állandó kiállítás mutatja be maori őslakosság történelmét, kultúráját. A tárlókban elhelyezett használati tárgyak, kultikus eszközök, értékes fafaragások mellett információkban gazdag tájékoztató táblák igazítják el a látogatót a maori múlt legfontosabb kérdéseiben.

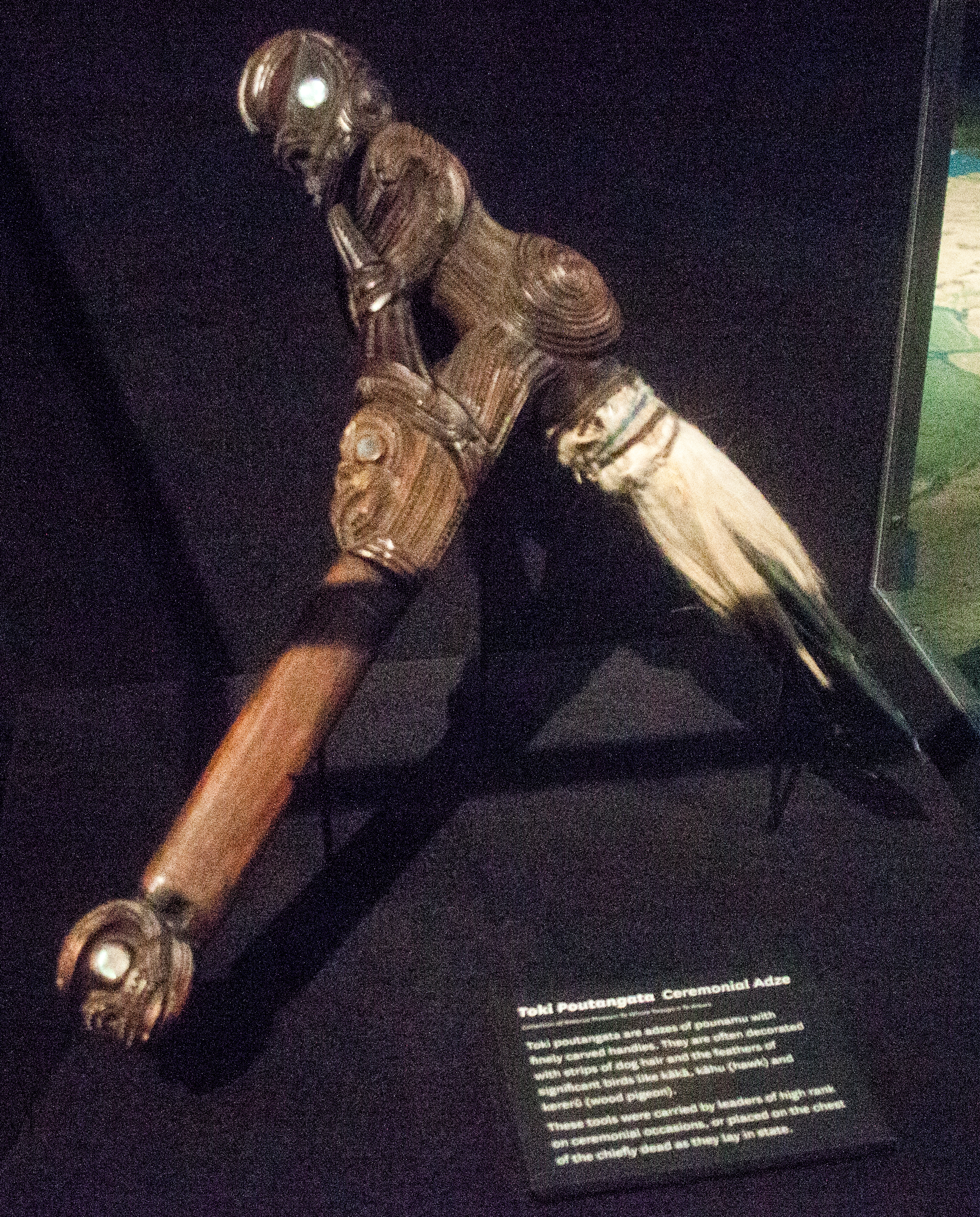
Maori rituális fegyver
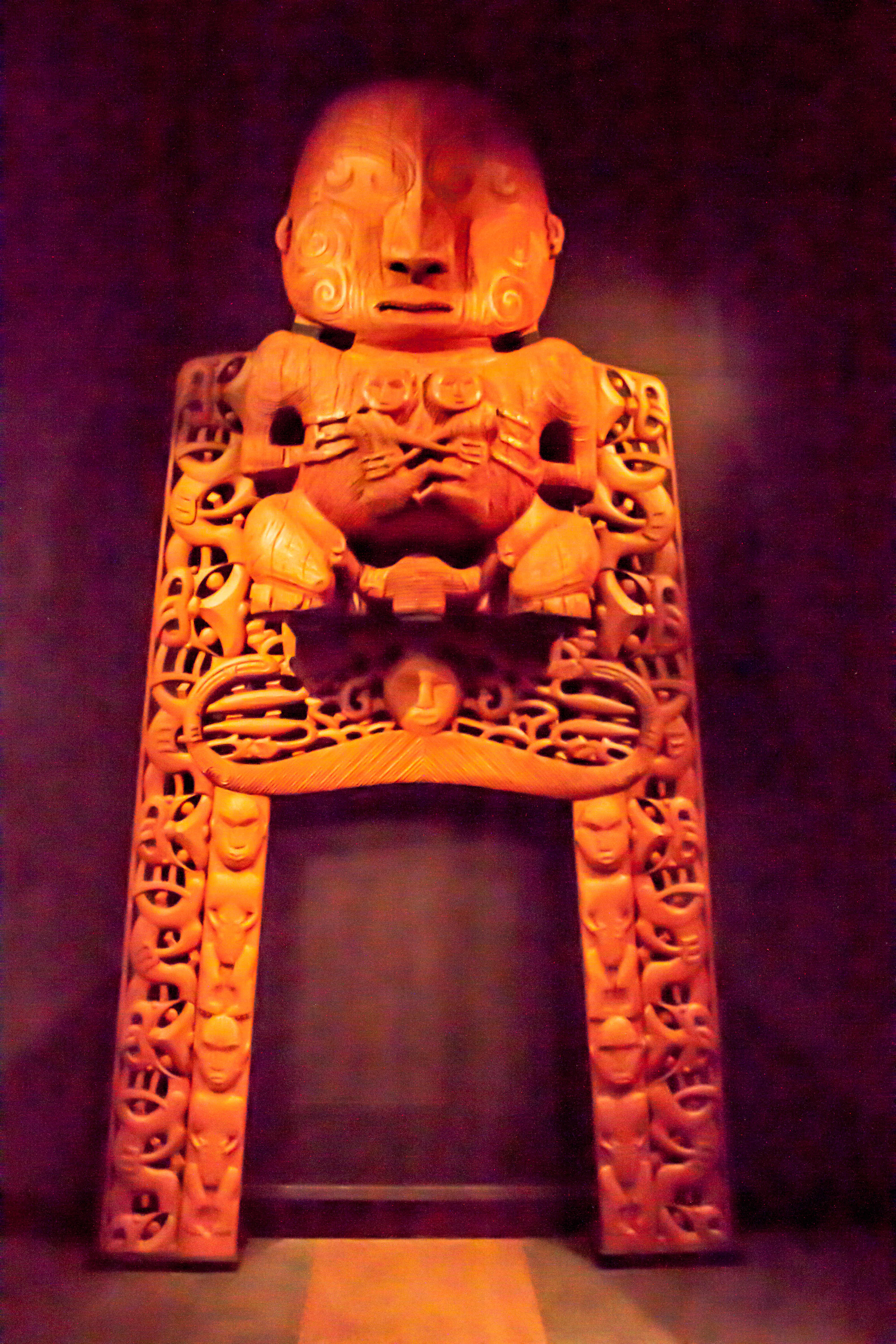
Maori kultikus fafaragvány
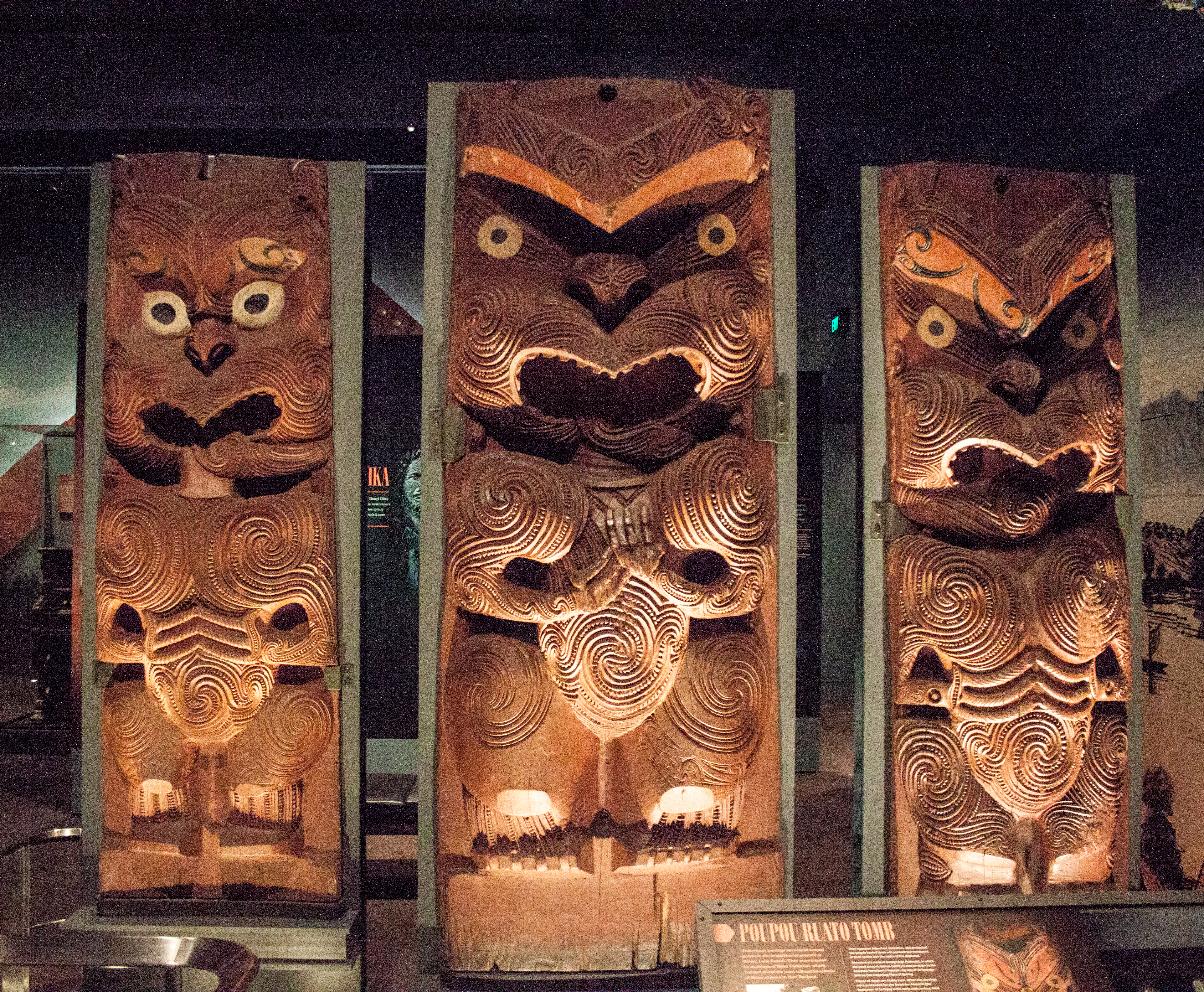
Maori kultikus fafaragványok
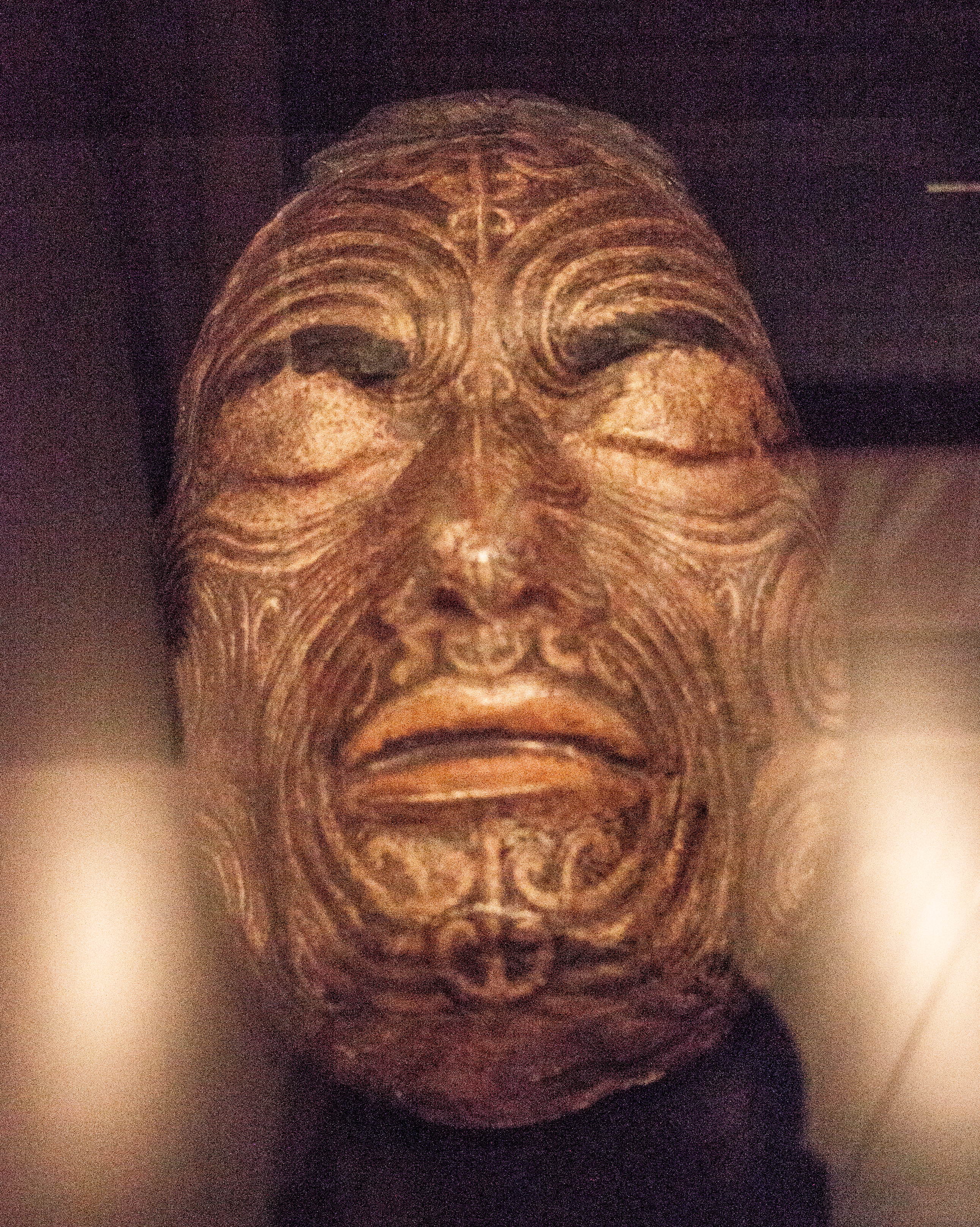
Élő arc tetoválásairól készült maszk-másolat

### További kiállítások
A múzeum állandó kiállításon mutatja be a régi fürdőház emlékeit, berendezéseinek egyes részleteit, medencéket és kezeléseket nyújtó szobákat. Ugyancsak láthatók a korábbi nevezetes étterem és mulató egyes emlékei is.
A múzeumban rendszeresen tartanak időszaki tematikus kiállításokat is az új-zélandi kultúra egyes témaköreiből. Az épület tetejéről ragyogó körkilátás nyílik a környező Government Gardens parkra, Rotorua városára, a Rotoruai-tóra és a környező vulkáni hegyekre.

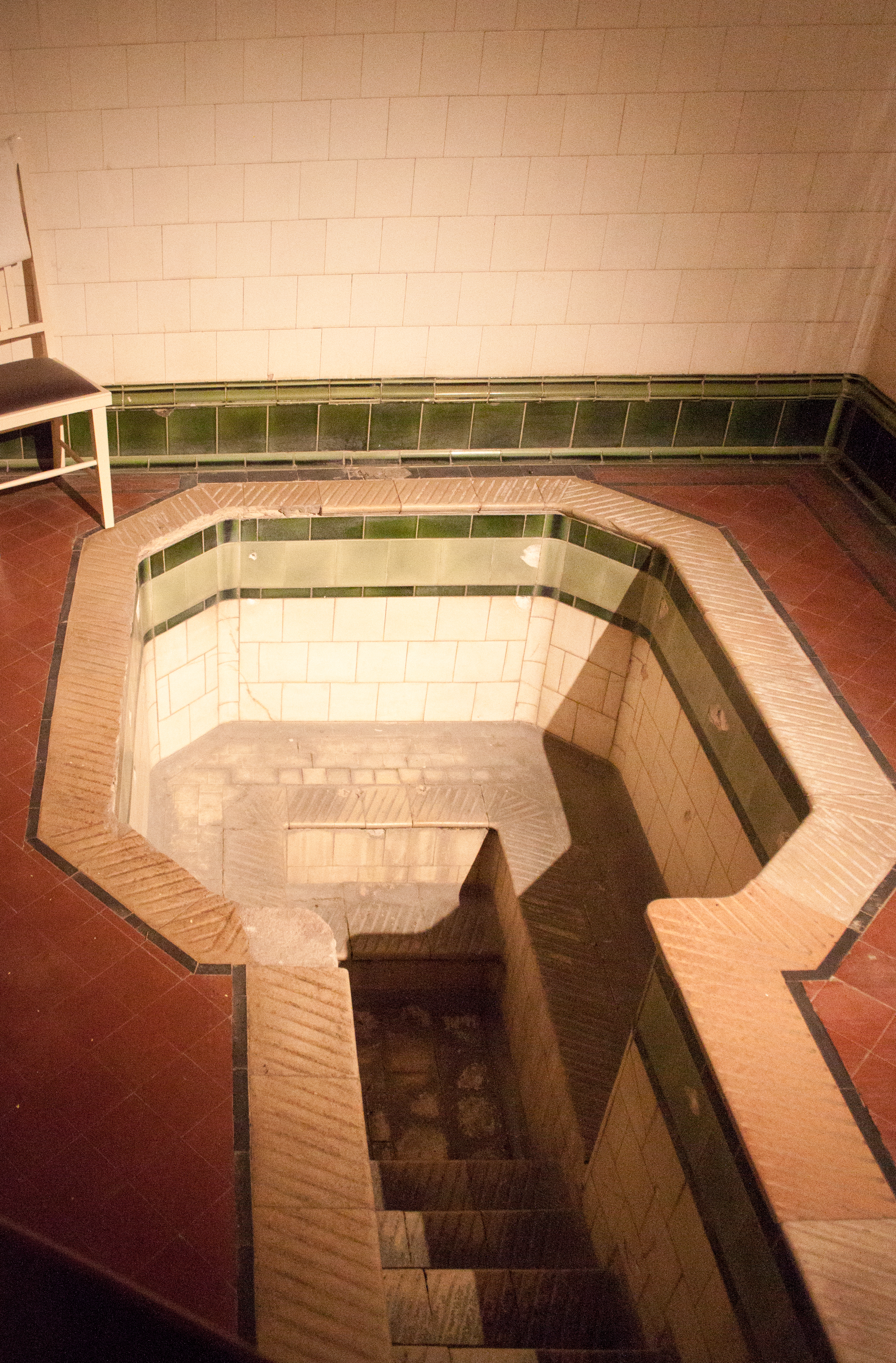
Régi fürdőmedence
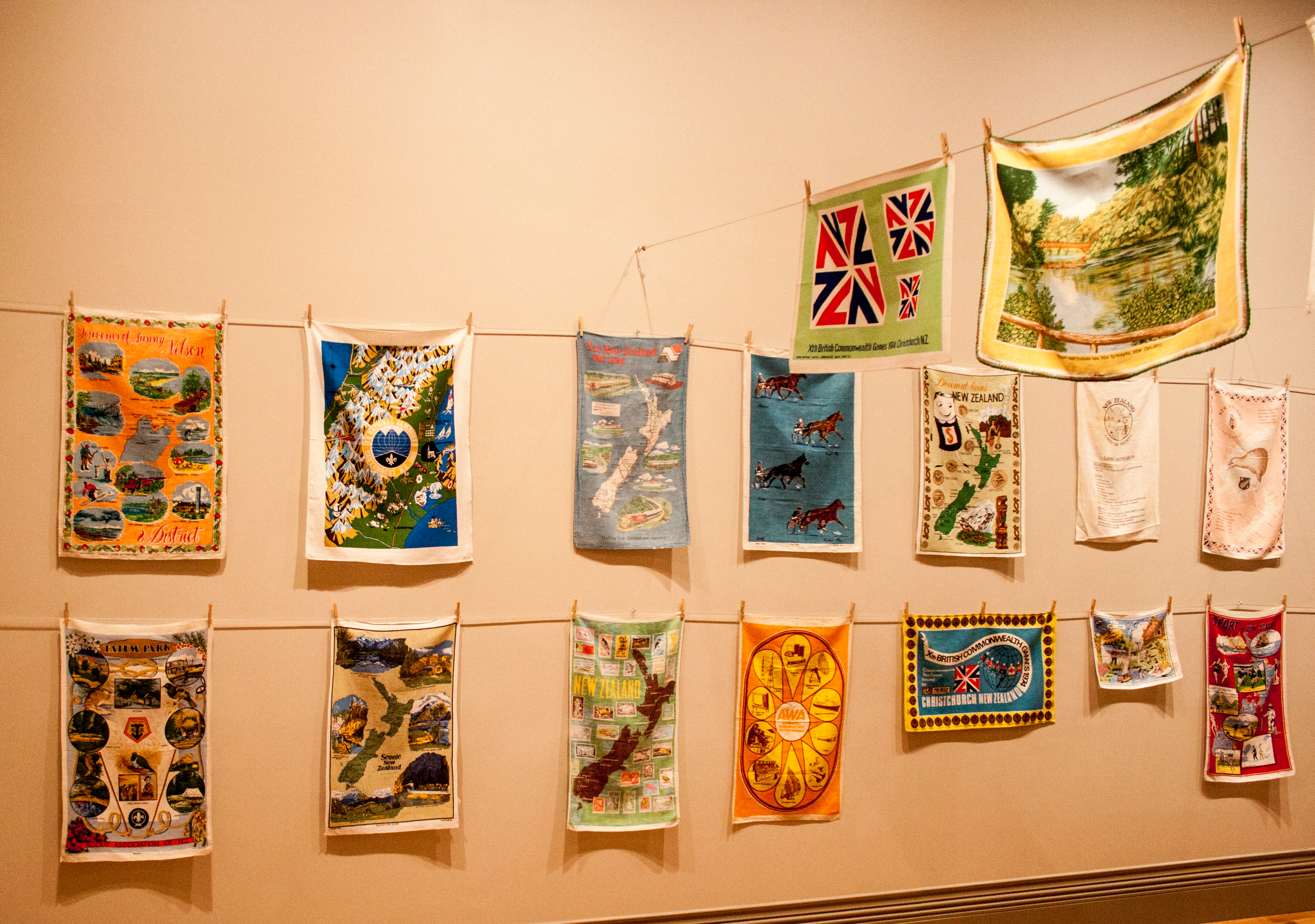
Időszaki kiállítás az európai lakosság népművészeti teakendőiről
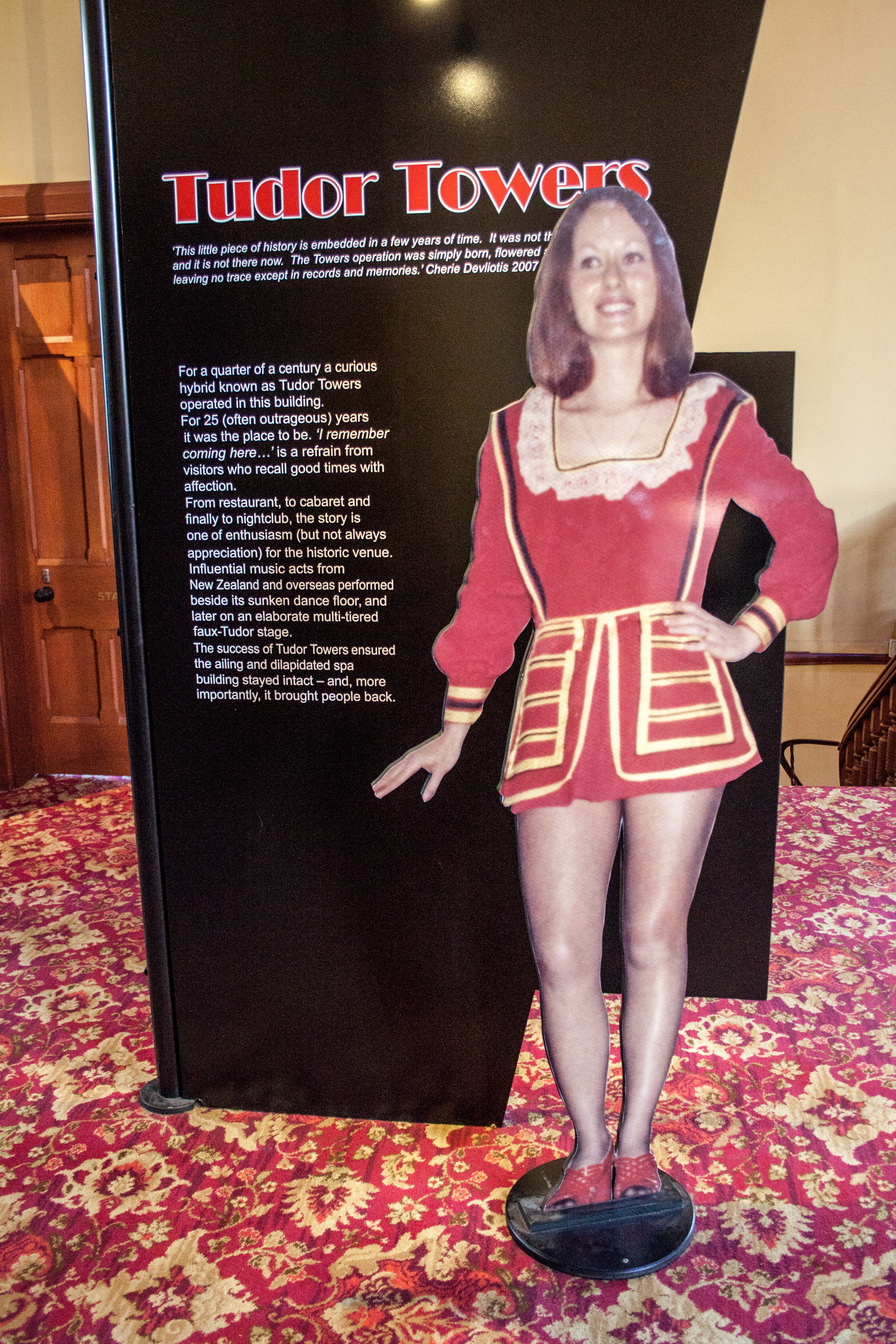
Dekoráció a nevezetes éjszakai mulató korszakából
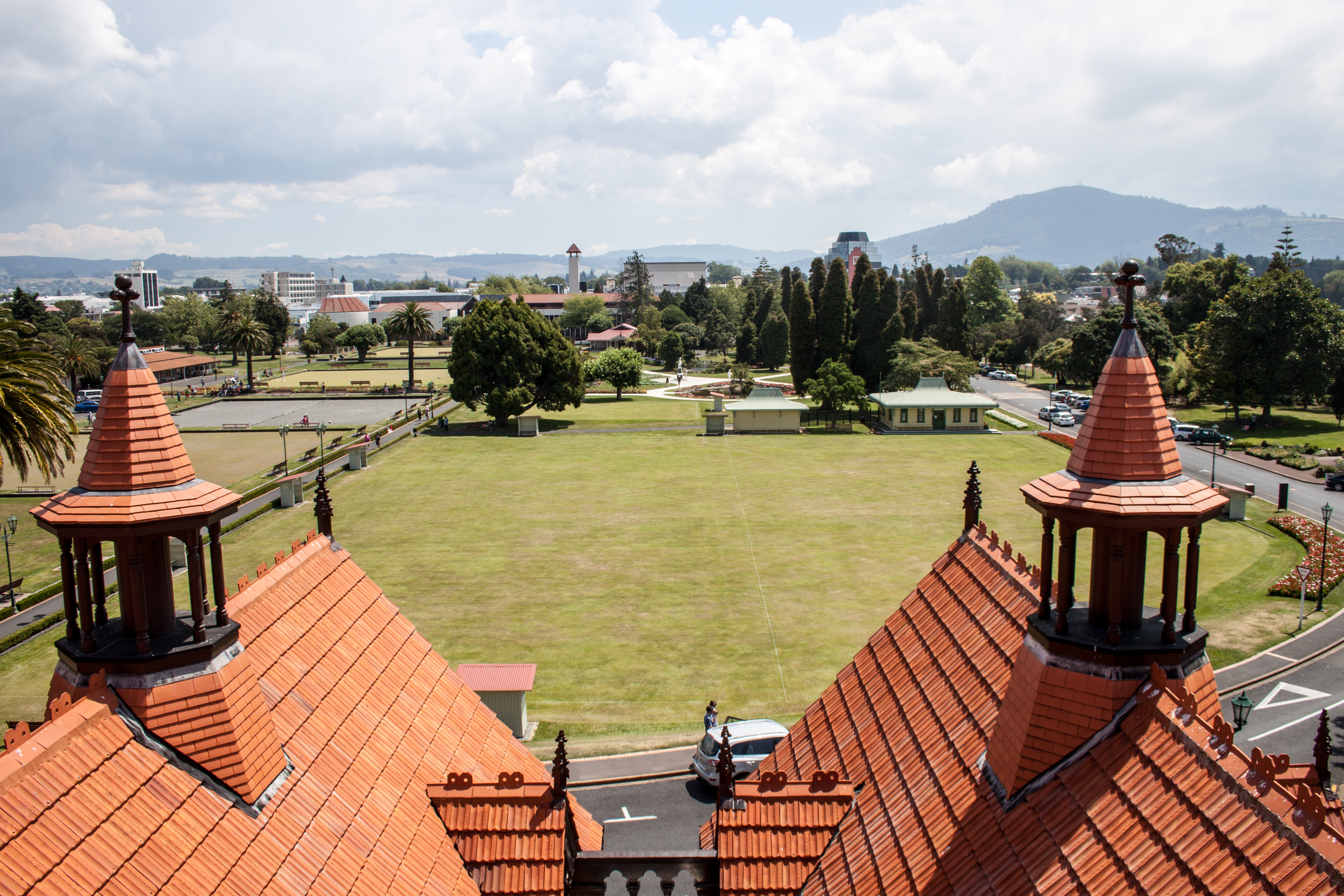
Kilátás az épület tetejéről